# Nadia Rusheva

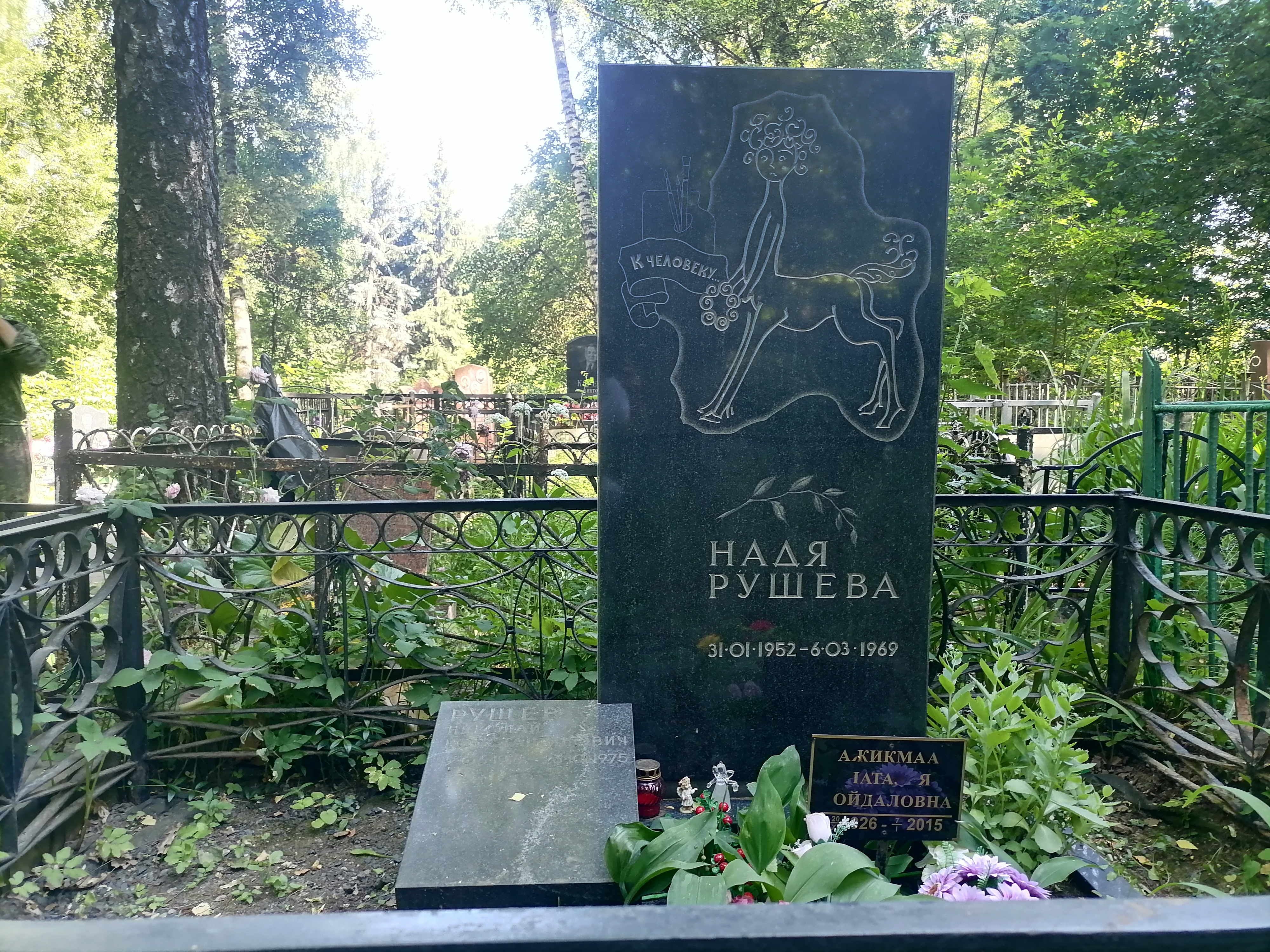
La tumba de Nadya Rusheva y su padre, Nikolai Rushev, Pokrov (cementerio), Moscú. La lápida reproduce un dibujo realizado por ella titulado "Niño Centaur"

Nadia Nikoláyevna Rusheva (en ruso Надя Николаевна Рушева), también conocida como Nadezhda Rusheva (Надежда Рушева), 31 de enero de 1952 en Ulan Bator, Mongolia - 6 de marzo de 1969 en Moscú, Unión Soviética) fue una artista rusa. Durante su corta vida, creó más de 10.000 obras de arte.
Al igual que la mayoría de los niños, Nadia dibujaba, tomándoselo con más seriedad a la edad de 5 años, pero no fue hasta que cumplió los 7 años, cuando su familia comenzó a darse cuenta de sus esfuerzos artísticos. Empezó a pintar a diario, hasta que en una ocasión finalizó 36 ilustraciones de "El cuento del Zar Saltán" en una sola noche, mientras que su padre le leía el poema, directamente los dibujó, no hizo bocetos ni necesitó previos, casi no borró nada. Según comentó la propia artista: "Vivo la vida de aquello que dibujo. La primera vez los miro, aparecen en el papel como marca de agua, y yo me dedico a dibujar a su alrededor, entonces aparece..." Dio vida a sus personajes en forma de limpios trazos. Se hizo finalmente famosa tras haber ilustrado la obra El maestro y Margarita del escritor Mijaíl Bulgákov, prohibida originalmente en la Unión Soviética, el libro contiene dos historias paralelas: la historia del Maestro y Margarita, y la historia de los últimos días de Jesucristo como escrito por el Maestro. Las ilustraciones de Margarita realizadas por Nadia contrastaban con un gran parecido con la esposa de Bulgákov, a quien nunca conoció Nadia. Yelena Bulgakova dijo más tarde: "Me gustaría conocer a esta criatura increíble y sutil, Nadia Rusheva".
Ilustró obras de autores como Tolstói, Shakespeare, Saint-Exupery (siendo "El Principito" era una de sus obras preferidas).
Murió de una hemorragia cerebral debido a un defecto congénito de las arterias cerebrales.
El asteroide (3516) Rusheva está dedicado a ella.

## Obras
Algunas de sus obras son:
- Autorretratos
- Ballet
- Guerra y Paz
- Clásicos occidentales
- El Principito
- El Maestro y Margarita
- Mundo de los animales
- Pushkiniana
- Cuentos de hadas rusos
- Modernidad
- Tuva y Mongolia
- Hellas
- Byron Abydos novia